# Keranga

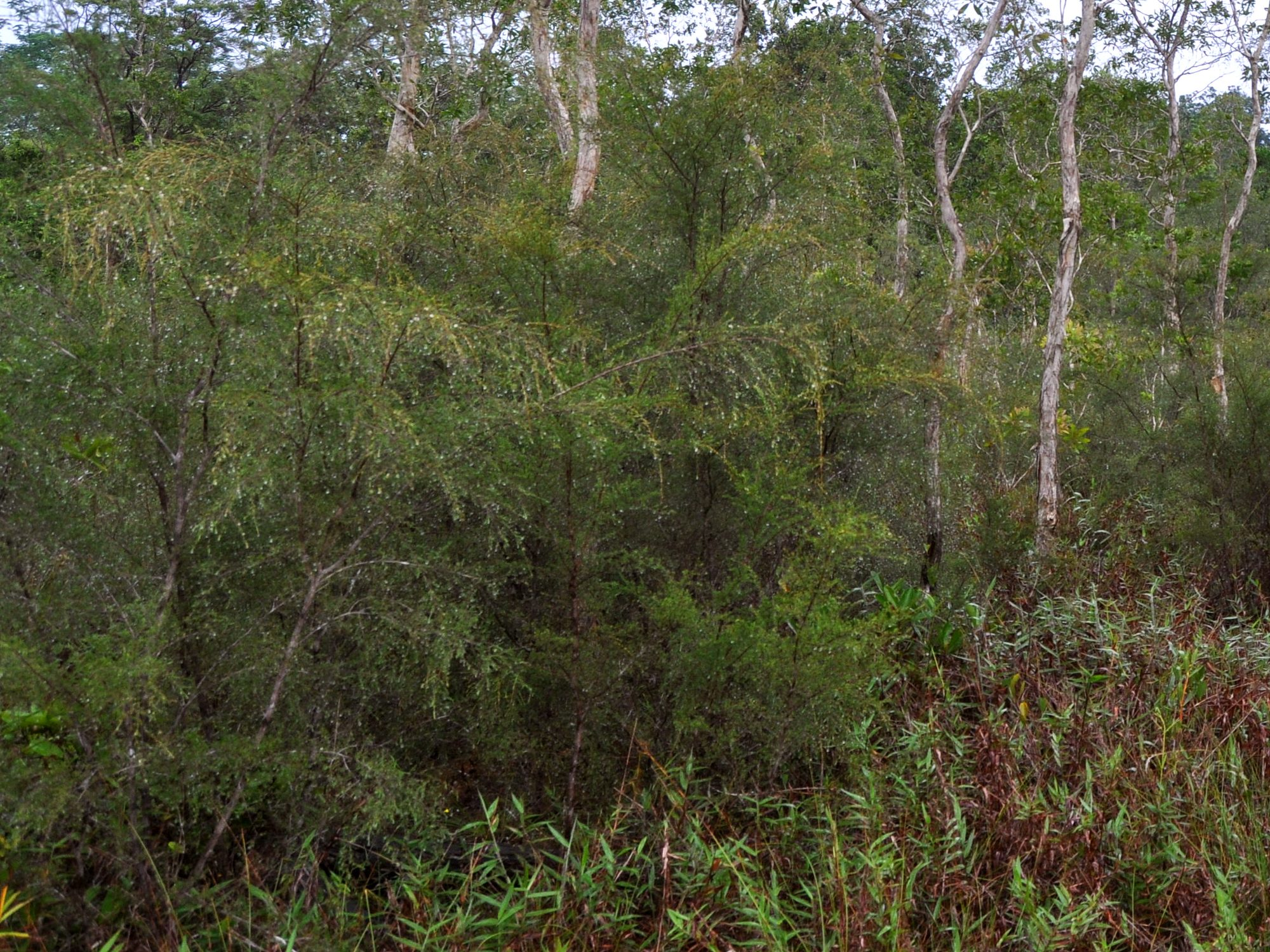
Keranga Timor szigetén Baeckea frutescens és Melaleuca leucadendron fákkal

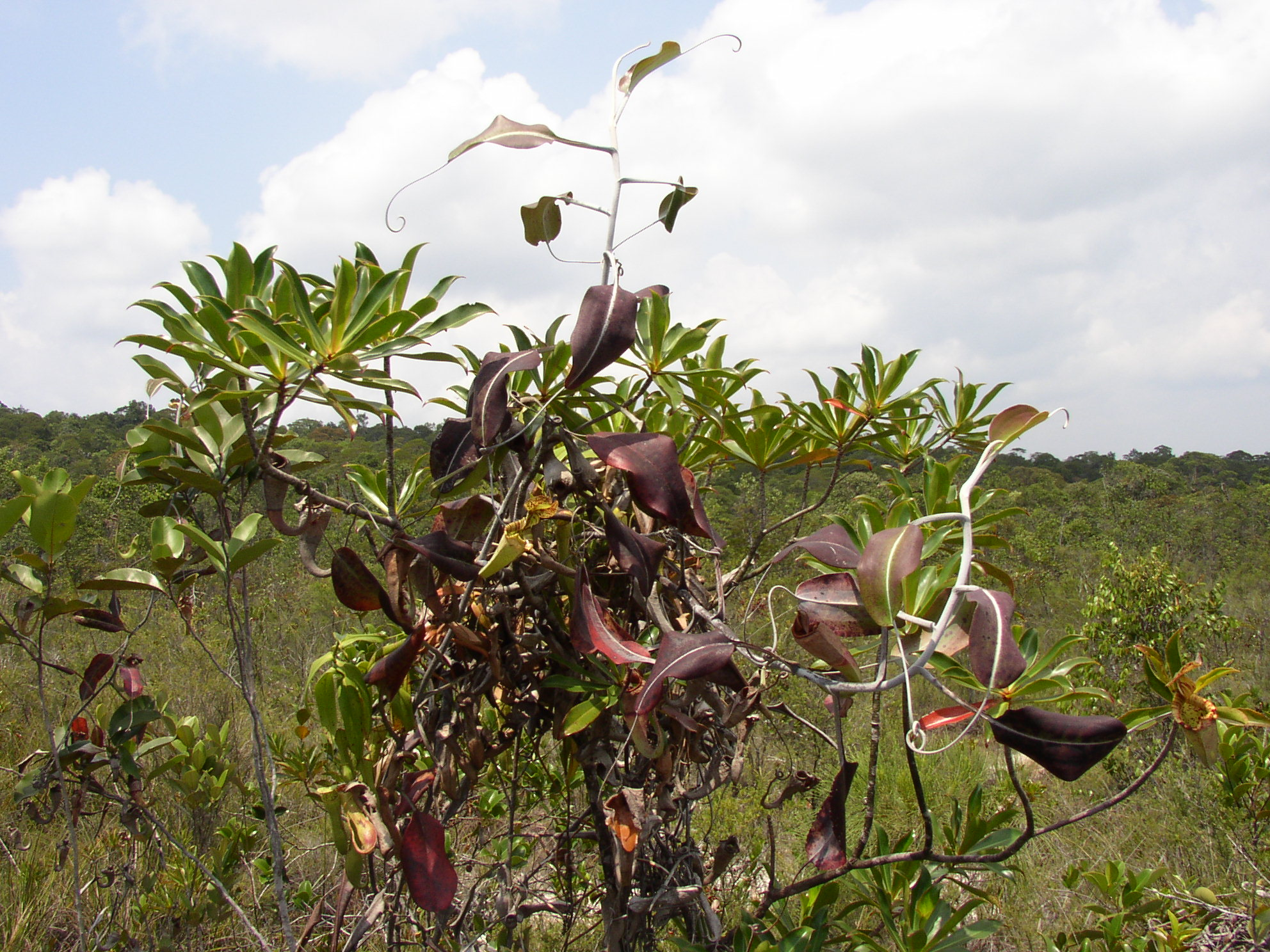
Kancsókák (Nepenthes rafflesiana és Nepenthes gracilis) kapaszkodnak egy bokorra Timor szigetén, a Bako Nemzeti Parkban

A keranga (trópusi fenyérerdő, Szunda-vidéki fenyérerdő) a trópusok egyik intrazonális növénytársulása. Az iban eredetű kifejezés jelentése kb. „olyan föld, amin nem terem meg a rizs”.

## Eredete, elterjedése
Nagy kiterjedésű sík területeken, folyók mentén jelennek meg szilikátos kőzetek málladékából képződött mészszegény, savanyú homoktalajokon. Ezekben a talajokban nagyon kevés a tápanyag, különösen a nitrogén. Másik jellemző sajátosságuk a rendszeres elöntés–elárasztás.
Alaptípusuk nagyobb, összefüggő területen Borneón és a tőle nyugatra fekvő, Indonéziához tartozó Belitung és Bangka szigeteken fejlődött ki. Foltokban az Indonéz szigetvilág más szigetein is előfordul. Az ázsiai társulások fáinak többsége:
- mirtuszfélék (Myrtaceae,
- kazuárfafélék (Casuarinaceae),
- kaurifenyő (Agathis),
- Podocarpus Australis,
- Dacrydium spp.

az ausztrál flórabirodalomból (Australis) származik, és a Wallace-vonalat átlépve terjedtek el Dél- és Délkelet-Ázsiában. Az amerikai változatok fajösszetétele ettől értelemszerűen radikálisan eltér.
Hasonló társulásokat írtak le Hainanról, Kambodzsából és az Amazonas-medencéből, ahol caatinga a neve.

## Növényzete
Jelentősen különbözik a borneói alföldi esőerdőtől, amelynek egykor (az olajpálma-ültetvények telepítése előtt) hatalmas területeken összefüggött tömbjeibe szigetszerűen ékelődtek előfordulásai.
Egyetlen lombkoronaszintjét mindössze néhány faj alkotja, és ezek egyedei is satnyák, lombozatuk letörpült. Épp ezért lombjuk viszonylag sok fényt enged át, és alatta gazdag az aljnövényzet (a cserjeszint és a gyepszint). Ugyancsak gazdagon tenyésznek benne a különböző mohák és epifitonok.
Az aljnövényzet számos különleges faja közül legismertebbek a kancsókák (Nepenthes spp.), amelyek nemcsak a földön fordulhatnak elő, de a fákon is megtelepszenek.
A tápanyaghiányt több faj is szokatlan, nem hagyományos módszerekkel enyhíti. Egyes fák (pl. a Gymnostoma nobile) nitrogénmegkötő baktériumokkal lépnek mikorrhiza jellegű gyökérkapcsolatra. A mirmekofita fák — Myrmecodia spp., Hydnophytum spp. hangyákkal lépnek szimbiózisra, és a hangyák látják el őket a talajból hiányzó tápanyagokkal. Némely lágyszárúak, így:
- a kancsókák (Nepenthes spp.),
- a harmatfüvek (Drosera spp.) és a
- a rencék (Utricularia ssp.) olyan húsevő növények, amelyek főleg rovarokat ejtenek csapdába.

## Átmenetek
A keranga gyakorlatilag állandóan elárasztott változata a kerapah erdő.

## Fordítás
Ez a szócikk részben vagy egészben  a   kerangas forest című angol Wikipédia-szócikk ezen változatának fordításán alapul.  Az eredeti cikk szerkesztőit annak laptörténete sorolja fel. Ez a jelzés csupán a megfogalmazás eredetét és a szerzői jogokat jelzi, nem szolgál a cikkben szereplő információk forrásmegjelöléseként.